# Armec
Armec is een merk dat bestaande motorfietsen ombouwt tot complete zijspancombinaties.
Armec staat voor: Aregger Mechanik & co, Lohrensäge. 
Zwitsers zijspanmerk van de gebroeders Kurt en Markus Aregger. Zij zijn voormalige vliegtuigbouwers die in 1986 begonnen met de bouw van zeer moderne zijspancombinaties. 
Armec is vooral bekend van de Sidewinder combinaties, waarbij de motorfiets als een solomachine door de bocht gaat, terwijl het zijspan horizontaal blijft. Armec levert ook de Nederlandse EZS-zijspannen, die ze andere typenamen geven. Men heeft ook een vestiging in East Hanover, New Jersey.